# John Timon
John Timon, C.M., né le 12 février 1797 à Conwago en Pennsylvanie et mort le 16 avril 1867 à Buffalo, est un prélat américain qui fut le premier évêque de Buffalo et le fondateur des Frères de la Sainte Enfance.

## Biographie
Né à Conewago, dans une famille d'immigrés irlandais du comté de Cavan, il grandit à Baltimore, travaillant dans le magasin familial, puis à Louisville où la famille déménage en 1818. Elle s'installe ensuite à Saint-Louis du Missouri. Après la faillite des affaires familiales, John Timon entre au séminaire de St. Mary of the Barrens en 1823, puis demande un an plus tard son entrée à la Congrégation de la Mission. Il fait profession le 10 juin 1825 et est ordonné prêtre le 23 septembre 1826. Il enseigne d'abord l'anglais et les sciences naturelles au séminaire et au collège, sert de directeur spirituel aux Sœurs lorettines et sert aussi comme missionnaire lazariste le long du Mississippi et puis au Texas. En 1835, il est choisi comme supérieur des Lazaristes des États-Unis.
Le 18 juillet 1840, John Timon est nommé préfet apostolique de la république du Texas. Le diocèse de Buffalo est érigé le 23 avril 1847 dans les vingt comtés occidentaux de l'État de New York et il en est nommé à la tête. Il est consacré le 17 octobre 1847. À l'époque, Buffalo est une ville majoritairement protestante avec un noyau catholique ancien d'immigrés allemands et une minorité catholique irlandaise ouvrière en proie à la discrimination. Dès son arrivée, il fait construire un orphelinat et un hôpital (premier hôpital de la ville), confié aux Sœurs américaines de la Charité. Les vingt années suivantes de sa vie sont consacrées à l'implantation d'une Église solide. Il commence avec seulement seize prêtres dans seize comtés et fait construire nombre d'églises et d'écoles paroissiales.
Sous son épiscopat, il fait venir de nombreuses congrégations dans ce nouveau diocèse où tout est à faire ; ce sont les Filles de la Charité, les Sœurs enseignantes de Notre-Dame, les Dames du Sacré-Cœur, les Franciscains, les Sœurs de Notre-Dame de Namur, les Jésuites, les Oblats de Marie Immaculée, les Sœurs de Saint Joseph, les Lazaristes, les Sœurs du Bon Pasteur, les Sœurs grises de Montréal, les Sœurs de la Miséricorde, les Franciscaines de la Pénitence, les Passionistes et les Frères des écoles chrétiennes.
L'université Saint-Bonaventure est fondée à Utica grâce aux libéralités du financier Nicholas Devereux avec l'aide de Mgr Timon. Ils invitent les Franciscains à administrer l'université avec un petit groupe qui arrive en 1856 sous la direction du R.P. Pamfilo da Magliano OFM.

## Mort et legs
Mgr Timon meurt à Buffalo le 16 avril 1867 à l'âge de 70 ans. Sa dépouille est enterrée à la crypte de la cathédrale Saint-Joseph de Buffalo. Mgr Stephen Ryan lui succède. L'école secondaire Bishop Timon - St. Jude High School de Buffalo a reçu son nom en son honneur.

## Source de la traduction
- (en) Cet article est partiellement ou en totalité issu de l’article de Wikipédia en anglais intitulé « John Timon » (voir la liste des auteurs).